# Blakea stipulacea
Blakea stipulacea är en tvåhjärtbladig växtart som beskrevs av John Julius Wurdack. Blakea stipulacea ingår i släktet Blakea och familjen Melastomataceae. Inga underarter finns listade i Catalogue of Life.